# Megaselia dolichoptera
Megaselia dolichoptera är en tvåvingeart som beskrevs av Bridarolli 1937. Megaselia dolichoptera ingår i släktet Megaselia och familjen puckelflugor. Inga underarter finns listade i Catalogue of Life.